# Schizomus ghesquierei
Schizomus ghesquierei är en spindeldjursart som först beskrevs av Louis Giltay 1935.  Schizomus ghesquierei ingår i släktet Schizomus och familjen Hubbardiidae. Inga underarter finns listade i Catalogue of Life.